# Atarba apicispinosa
Atarba apicispinosa är en tvåvingeart som beskrevs av Alexander 1934. Atarba apicispinosa ingår i släktet Atarba och familjen småharkrankar.
Artens utbredningsområde är Panama. Inga underarter finns listade i Catalogue of Life.